# Énoncé
Énoncé je francoski izraz za izjavo. Mesto v enciklopediji si zasluži zaradi posebnega pomena, ki ga je besedi dal francoski filozof in sociolog Michel Foucault. Pojem énoncé - izjava - pri Foucaultu pomeni skupek besed, ki so osnovni (najmanjši, nedeljivi) nosilec smisla. Primerjali bi jo lahko z enostavno povedjo (po starem: enostavnim stavkom). Foucault je ta pojem uvedel v okviru njegovega »arheološkega« pristopa v teoriji diskurza. Diskurz je po njegovem vse (ali omejeno območje vsega), kar se o neki zadevi v neki kulturi in času lahko pove o neki zadevi; osnova za analizo diskurza pa je zbirka izjav. Arheološki pristop je  zbiranje in analiza množice izjav, ki opredeljujejo diskurz v prostoru in času, kot bi iskali črepinje v arheološkem najdbišču.